# 国富スマートインターチェンジ
国富スマートインターチェンジ（くにとみスマートインターチェンジ）は、宮崎県東諸県郡国富町にある東九州自動車道のスマートインターチェンジである。本線直結型のインターチェンジとして、宮崎西ICより約5.2km北側に設置されている。
利用可能車種はETC搭載の全車種で24時間運用。上下線ともに出入可である。
ここではインターチェンジ開設とともにインターチェンジ内に移設された国富バスストップについても説明する。

## 歴史
- 2001年（平成13年）3月31日：西都IC - 宮崎西IC間供用開始に伴い国富BSを本線上に設置。
- 2013年（平成25年）6月11日：国土交通省より国富SICの追加設置が認可される[1]。
- 2015年（平成27年）10月2日：工事着手[3]。
- 2018年（平成30年）6月1日：IC名称が「国富スマートIC」で正式決定[3]。
- 2019年（令和元年）
  - 10月6日：供用開始[3]。
  - 10月7日 - 国富BSを本線上からスマートインターチェンジ（料金所ゲート外）に移設。

## 周辺

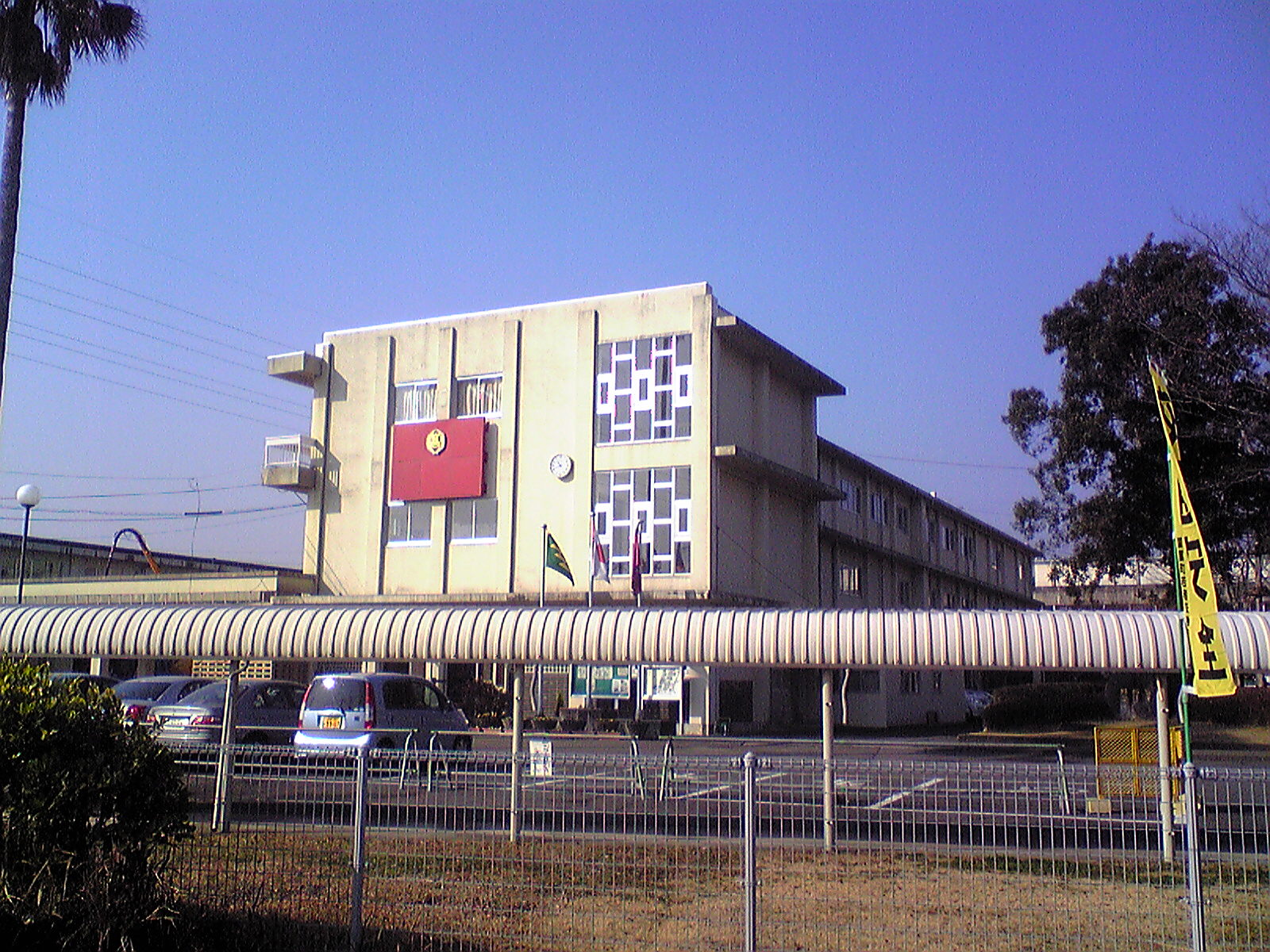
宮崎県立本庄高等学校

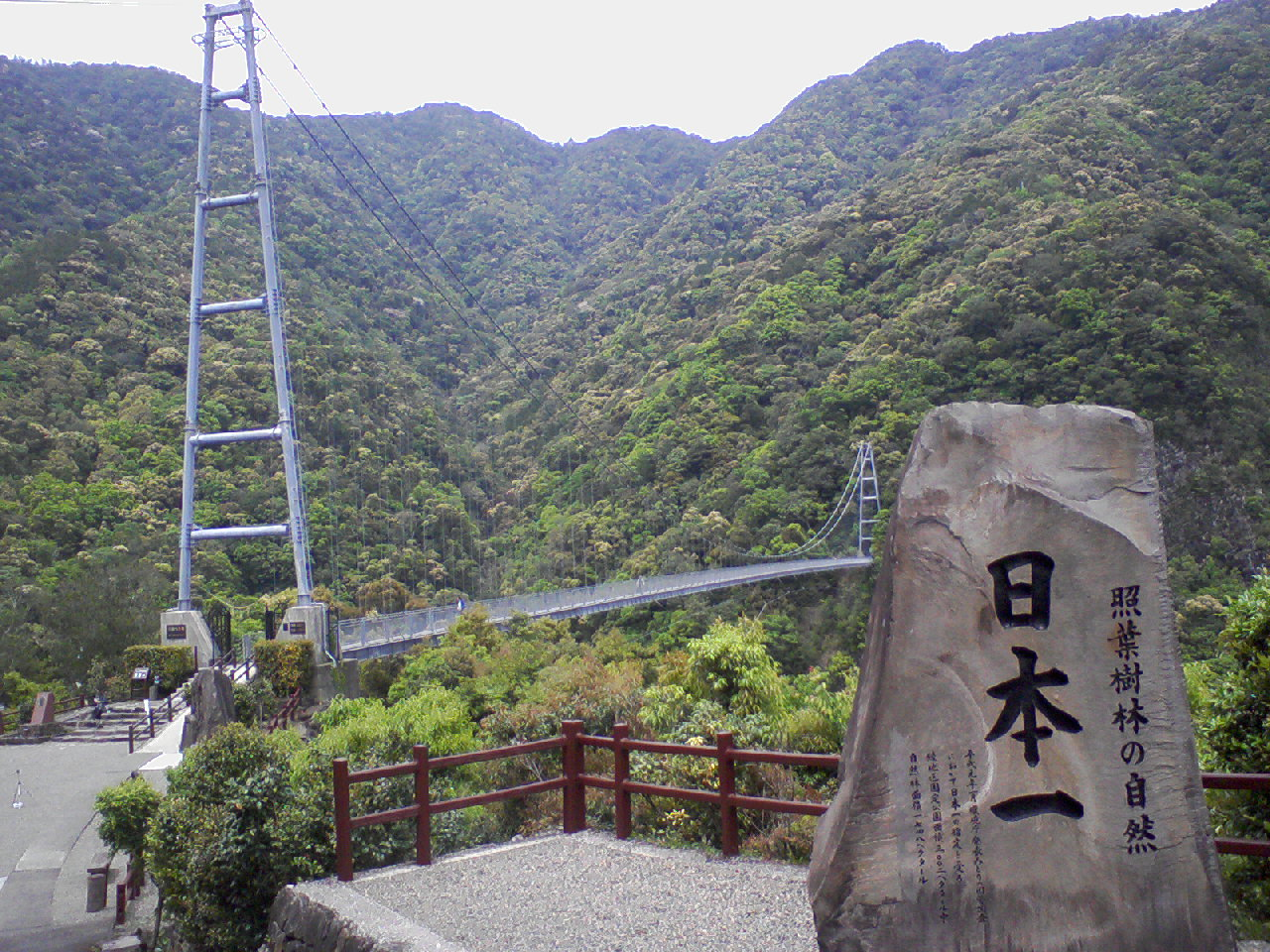
照葉大吊橋（綾町）

- けいめい記念病院
- 木脇小学校 / 中学校
- 国富市街
  - 国富町役場
  - 国富運動公園
  - 宮崎県立本庄高等学校
  - 本庄小学校 / 中学校
  - 本庄古墳群
  - 万福寺
  - 大将軍神社
- 九州中央山地国定公園（綾地区）
  - 綾の照葉樹林
  - 照葉大吊橋
- 本庄川（綾南川）
- 綾北川

## 接続する道路
- 直接接続
  - 宮崎県道26号宮崎須木線[4]

## 国富バスストップ
国富バスストップ（くにとみバスストップ）は、宮崎県東諸県郡国富町にある東九州自動車道のバス停である。2001年の西都IC - 宮崎西IC開通時より、本線上に設けられたバス停であるが、2019年10月7日、国富SIC内に移設された。

### 停車する路線
| 路線愛称       | 運行会社 | 下り線側方面                    | 上り線側方面             |
| -------------- | -------- | ------------------------------- | ------------------------ |
| （愛称名なし） | 宮崎交通 | 宮崎（橘通り1丁目・宮交シティ） | 西都（西都バスセンター） |

## 隣
E10 東九州自動車道
(28)西都IC - (28-1)国富SIC・国富BS - 宮崎BS - (29)宮崎西IC